# لانتانا عذقية
لانتانا عذقية (الاسم العلمي: Lantana corymbosa) هي نوع نباتي يتبع جنس اللانتانا من فصيلة اللويزية.